# Halysidota yapacaniae
Halysidota yapacaniae är en fjärilsart som beskrevs av Watson 1980. Halysidota yapacaniae ingår i släktet Halysidota och familjen björnspinnare. Inga underarter finns listade i Catalogue of Life.